# ای‌استوری
ای‌استوری (انگلیسی: AStory) شرکت رسانه‌ای کره‌ای است، که در سال ۲۰۰۴ توسط چوی وان کیو نویسنده جومونگ تأسیس شد.این کمپانی با تولید سریال های سیگنال ، پادشاهی و وکیل عجیب یونگ وو به موفقت بالایی دست یافت.

## لیست کار ها
سیگنال 2016
ملکه رمز و راز 2017
ملکه رمز و راز 2 2018
شاهزاده صد روزه من 2018
پادشاهی 2019 
اولین عشق من 2019
پادشاهی 2 2020
جیریسان 2021
وکیل عجیب یونگ وو 2022
دهن لق 2022

## لیست کارمندان

### کارگردان ها:
یو این شیک
لی گیل بوک
شین کیونگ سو
پارک جون وو
لی گوانگ یونگ
اوه جین سوک
یو سونگ مو
کوان سانگ ووک
اوه وون تک
کیم مین

### نویسنده ها:
جانگ یونگ چول
جونگ کیونگ سون
پارک جه بوم
یی سونگ مین
یو جونگ می
آن شین یو
کیم جی وان
کانگ یون کیونگ
وون یو جونگ
مون جی وون
اوه سو یون
کیم سول جی
کیم جه یونگ